# Горан Стојилковић
Горан Стојилковић (Лесковац, 13. септембар 1968) српски је хемијски инжењер. Тренутно врши дужност заменика генералног директора НИС-а за петрохемијске послове.

## Биографија
Горан је рођен 13. септембра 1968. у Лесковцу. Дипломирао је Хемијско инжењерство на Технолошком факултету у Београду 1995. године. Каријеру је започео у компанији Здравље Актавис Србија. Године 2003. је именован за заменика генералног директора, а у децембру 2004. и за генералног директора ове компаније. 2007. је од стране Привредне коморе Србије проглашен за менаџера године. Од априла 2009. па до доласка у НИС вршио је дужност генералног директора операција компаније Actavis UK Ltd.